# Praia Nova
Praia Nova vista do Forte de Nossa Senhora da Rocha.
A Praia Nova é uma praia do município de Lagoa, situada na orla costeira da freguesia de Porches, no Algarve.
No extremo leste de Armação de Pêra encontra-se este troço de praia, junto ao clube Nauti Art. Com água de boa qualidade, serve um cada vez maior número de banhistas, principalmente jovens, que encontram nas actividades propostas pelo clube - por exemplo, kitesurf e canoagem - uma alternativa ao simples banho de sol.
Esta praia é protegida por falésias, com especial interesse a falésia nascente onde se encontra o Forte e a Capela de Nossa Senhora da Rocha. Nessa mesma falésia, existe ainda um túnel escavado na rocha que liga a Praia Nova com a Praia da Senhora da Rocha, vulgarmente chamada "Praia dos Pescadores".
Atualmente a Praia Nova é uma praia não reconhecida, devido ao facto de ser necessário realizar trabalhos que aumentem a segurança de quem a frequenta, pois a falésia encontra-se em mau estado, havendo mesmo locais onde é provável acontecer queda de pedras, como tem acontecido ao longo dos anos. Apesar de ser uma praia não reconhecida, durante os meses de verão (junho a setembro) é bastante frequentada por turistas.